# 准卡焦
准卡焦（法語：Giuncaggio，法語發音：[dʒunkadʒo]）是法国上科西嘉省的一个市镇，属于科尔泰区。

## 地理
准卡焦（42°13'0"N, 9°21'58"E）面积16.15 平方千米，位于法国科西嘉上科西嘉省，该省份位于科西嘉岛北部，后者为地中海西部的一座岛屿，也是法国的一个单一领土集体，位于法国大陆部分的东南面，意大利半島的西面，最近的地块是紧邻意大利的撒丁岛。
与准卡焦接壤的市镇（或旧市镇、城区）包括：阿萊里亞。
准卡焦的时区为UTC+01:00、UTC+02:00（夏令时）。

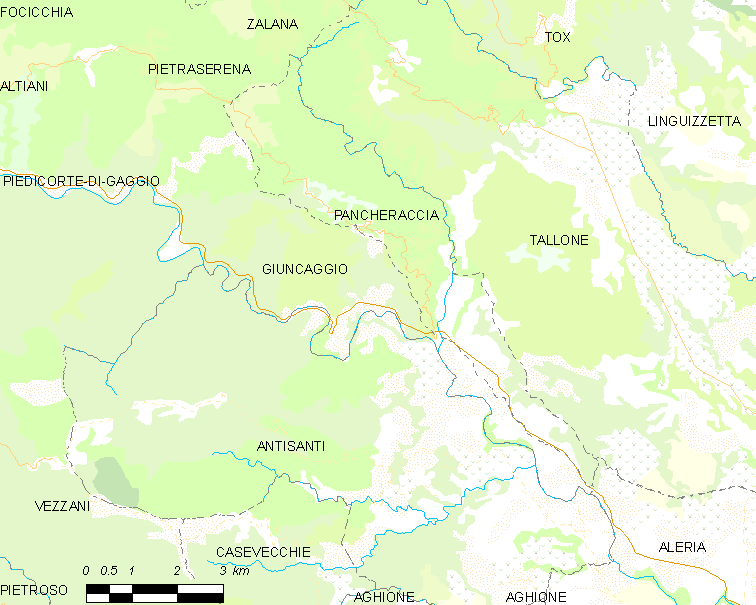
准卡焦的OSM定位图

## 行政
准卡焦的邮政编码为20251，INSEE市镇编码为2B126。

## 政治
准卡焦所属的省级选区为吉索纳恰县。

## 人口

准卡焦1962-2008年间人口变化图示

准卡焦于2022年1月1日时的人口数量为81人。